# یایلیم‌لی (توت)
یایلیم‌لی (به ترکی استانبولی: Yaylımlı) (به کردی: Selah) 
(به زازاکی: Sallak) یک منطقهٔ مسکونی در ترکیه است که در توت، ترکیه واقع شده‌است.